# Zalambdodonte
Il termine zalambdodonte si riferisce a un tipo di dentatura dei mammiferi. Nei mammiferi dai denti zalambdodonti, i molari sono dotati di una cresta trasversale a forma di lambda (Λ). I denti zalambdodonti sono tipici di animali dalla dieta insettivora, come i crisocloridi, i tenrecidi e i solenodontidi. Numerosi mammiferi arcaici possedevano la struttura zalambdodonte, che è considerata ancestrale alla condizione dilambdodonte; tra questi mammiferi arcaici si ricordano gli apternodontidi, i micropternodontidi, il bizzarro marsupiale Yalkaparidon e il pantodonte Bemalambda.